# Roland Nilsson (kulstötare)
Fritz Roland Nilsson, född 26 november 1924 i Svanö, död 21 februari 2014 i Alton, Illinois var en svensk kulstötare och diskuskastare. Han bodde i USA från 1949. Han tävlade för F 11 IF och senare (från 1949) för Westermalms IF och i USA för Michigan Wolverines.

## Främsta meriter
Roland Nilsson deltog i OS i London 1948 i kulstötning (utslagen) samt kom femma i kulstötning och sjua i diskuskastning vid OS i Helsingfors 1952.
Han kom fyra i kulstötning vid EM både i Oslo 1946 och Bern 1954. Vid det senare tillfället kom han dessutom femma i diskuskastning.
Han slog det svenska rekordet i kulstötning sex gånger mellan år 1947 och 1952, och i diskuskastning två gånger 1954. Dessutom vann han sex SM i kulstötning mellan 1946 och 1954, samt två stycken i diskuskastning 1952 och 1954.

## Karriär

### Kulstötning
1946 vann Roland Nilsson SM för första gången (15,69 meter). Han ställde också upp på EM i Oslo, där han kom fyra med 15,16 m. Hans resultat från SM gjorde honom till Sverige-etta i statistiken detta år.
1947 vann han den 16 augusti återigen SM, dessutom på det nya svenska rekordet 15,93 m (Gunnar Bergh hade det gamla på 15,84 m från 1936). Återigen blev han Sverige-etta.
1948 förbättrade han sitt rekord, först till 15,94 m den 18 juni och sedan den 22 augusti till 16,24 m (då han också vann SM). Han deltog vid OS i London, men blev utslagen i kvalet. Han blev nu Sverige-etta för tredje gången.
Roland Nilsson vann 1949 sitt fjärde raka SM i kulstötning (på 15,77 m). Den svenska årsstatistiken toppade han igen, den här gången med säsongsbästa 16,00 m.
Åren 1950 och 1951 verkar ha varit något av mellansäsonger.
Förberedelserna inför 1952 års säsong torde dock ha varit framgångsrika med tanke på resultaten. Den 10 juli förbättrade han det egna svenska rekordet (till 16,36 m). Sedan var han med vid OS i Helsingfors där han den 21 juli kom femma med 16,55 m, en andra rekordförbättring detta år. Åter från OS slog han den 30 juli rekordet en tredje gång denna säsong, till 16,64 m, ett resultatet som skulle stå sig som svenskt rekord tills Erik Uddebom slog det 1956. Han vann sedan SM på 16,40 m.
1953 blev ännu en mellansäsong, även om han var bäst i Sverige även detta år, enligt källorna. Resultatet kan dock tyckas extravagant - 17,00 m, vilket var bättre än hans eget svenska rekord (16,64 m).
Men 1954 var Roland Nilsson tillbaka och lyckades både vinna SM (16,25) och delta vid EM i Bern där han kom fyra med 16,17. Återigen var han Sverige-etta, med ett ifrågasatt resultat, 16,87 (jfr svenska rekordet!).
Han hamnade på tidningen Track & Field News' världsranking i kulstötning åren 1952 (sjua) och 1953 (sexa).

### Diskuskastning
Roland Nilsson var Sverige-etta i statistiken redan 1949 (med 49,81 meter).
Efter några mellanår tog han dock sats inför den olympiska säsongen 1952.
Detta år (1952) kom Roland Nilsson sjua med 50,06 vid OS i Helsingfors. Han vann också sitt första SM-tecken i diskuskastning detta år (med 52,19). Han toppade landets statistik med årsbästat 52,60.
1953 var en mellansäsong, där han enligt vissa källor toppade Sverige-statistiken med 53,13, ett ifrågasatt resultat då svenska rekordet fortfarande var 53,02.
1954 slog han den 15 juli Harald Anderssons svenska rekord från 1935 (53,02) genom att kasta 53,64. Han förbättrade den 18 juli med ett kast på 54,54, vilket skulle komma att gälla fram tills Erik Uddebom slog det 1960. Resultatet medförde förstås att han återigen var Sverige-etta. Han lyckades också ta ett andra SM-tecken i diskuskastning, med resultatet 51,34. Dessutom deltog han vid EM i Bern där han kom femma med 50,97.
Han hamnade på Track & Field News' världsranking i diskuskastning åren 1952 (åtta), 1953 (sjua) och 1954 (nia).

## Allmänt
Blev Stor Grabb nummer 143 år 1949.